# Hugo Ballivián
Hugo Ballivián Rojas, né le 7 juin 1901 à La Paz et mort le 15 juillet 1993 dans la même ville, est un homme d'État bolivien. Il est président de la Bolivie de mai 1951 à avril 1952, à la suite d'un auto-coup d'État orchestré par son prédécesseur, Mamerto Urriolagoitía.

## Biographie

### Avant la politique
Né le 7 juin 1901 à La Paz, Hugo Ballivián Rojas complète ses études supérieures au Collège militaire des Forces armées boliviennes. Il gravit ensuite les échelons au sein de l'armée et occupe divers postes dont ceux de chef de l'armée en campagne (dans la guerre du Chaco), commandant de la région militaire de La Paz, commandant du Collège militaire et également attaché militaire au sein d'ambassades boliviennes.

### Prise de fonction
La prise du pouvoir par Ballivián s'avère être un concours de circonstances. Faisant suite aux résultats des élections générales du 6 mai 1951 qui donnaient vainqueur Víctor Paz Estenssoro, candidat du Mouvement nationaliste révolutionnaire (MNR), un parti réformiste de gauche, le président alors en place, Mamerto Urriolagoitía, refuse de concéder la victoire et ne reconnaît pas les résultats de l'élection. Par un acte inconstitutionnel, il cède alors les rênes du pays à l'armée afin d'empêcher toute prise de pouvoir par la gauche et entraîne de ce fait, une interruption de la gouvernance démocratique.
Le 16 mai 1951, le général Hugo Ballivián Rojas prend donc le pouvoir laissé vacant par son prédécesseur, à la suite d'une nomination de l'armée.

### Présidence de la République
En pleine période de grande précarité sociale où les soulèvements des classes ouvrières et populaires sont de plus en plus constants, Ballivián entame sa présidence en promettant la tenue de nouvelles élections sous peu. Aucun événement d'envergure ou notable survient lors de la présidence de Ballivián, sinon que la période de tension sociale déjà amorcée persiste. Toutefois, après plusieurs mois, ces élections se font toujours attendre sans que Ballivián envisage la possibilité de quitter.
Voyant l'entêtement du général Ballivián et la possibilité que la crise sociale qui a cours s'aggrave, son ministre du Gouvernement, Antonio Seleme Vargas (es) fomente un coup d'État avec d'autres responsables militaires et policiers et des acteurs politiques et de la société civile pour tenter de le déloger. Le coup d'État s'amorce le 9 avril 1952 et se transforme en insurrection populaire qui dépose le gouvernement militaire après deux jours et permet au MNR d'assumer le pouvoir.

### Après la politique
Considéré comme le dernier dirigeant issu de l'oligarchie bolivienne, Ballivián décède le 15 juillet 1993 à l'âge de 92 ans dans la capitale administrative La Paz. Il s'était depuis longtemps retiré de la vie publique.